# クラブン
クラブン（KURABUN CO.,LTD.）は、岡山県倉敷市に本社を置く事務用品の販売を行う企業である。

## 概要
文具やOA機器等の卸売及びオフィスの設計・施工を手がけるほか、文具の大型小売店「うさぎや」を倉敷市と岡山市、及び広島県福山市で展開する。

## 事業所
- 本社： 岡山県倉敷市笹沖410-5
- 岡山支店： 岡山県岡山市北区野田4丁目16-17
- OSセンター： 岡山県倉敷市笹沖510
- 配送センター： 岡山県都窪郡早島町早島2553-2
- 技術センター： 岡山県都窪郡早島町早島2553-2

うさぎや
- 倉敷店： 岡山県倉敷市笹沖508
- 岡山店： 岡山県岡山市北区今8-15-28
- 岡南店： 岡山県岡山市南区千鳥町1-17
- 岡山東店： 岡山県岡山市中区浜2-4-17
- 倉敷西店： 岡山県倉敷市西阿知町362-1
- 福山南店： 広島県福山市川口町4丁目20-17

## 沿革
- 1951年（昭和26年） - 倉敷市において文房具、紙製品の卸小売業の個人商店として創業。
- 1952年（昭和27年） - 倉敷市中央2丁目に移転。
- 1961年（昭和36年） - ｢倉敷文具株式会社｣を資本金150万円で設立、代表取締役・伊澤孝人就任。
- 1968年（昭和43年） - 社名が｢クラブン株式会社｣になる。
- 1970年（昭和45年） - 倉敷総合卸市場に配送センターを開設。
- 1975年（昭和50年） - 現在地に本社移転、配送センター統合。
- 1987年（昭和62年） - 岡山市西古松（当時の住所）に岡山営業所開設。資本金4,785万円に増資。
- 1990年（平成 2年） - 伊澤正信代表取締役就任。
- 1995年（平成7年） - 小売部門を独立、うさぎや一号店・倉敷店開店。
- 1997年（平成9年） - 岡山市北区辰巳に｢うさぎや株式会社｣設立。
- 1998年（平成10年） - 「うさぎや岡山店」開店。
- 2002年（平成14年） - ISO14001認証取得。｢うさぎや株式会社｣が｢クラブン株式会社｣と合併。
- 2003年（平成15年） - 広島県福山市の福山ロッツ内に「うさぎや福山LOTZ店」開店。
- 2006年（平成18年） - 「うさぎや福山LOTZ店」閉店。
- 2006年（平成18年） - 「うさぎや岡南店」開店。
- 2009年（平成21年） - 「うさぎや岡山東店」開店。
- 2011年（平成23年） - 「うさぎや倉敷西店」開店。
- 2012年（平成24年） - 「うさぎや倉敷店」リニューアル。
- 2013年（平成25年） - 岡山支店が岡山市北区辰巳から岡山市北区野田に自社ビルを新築して移転された。
- 2017年（平成29年） - 広島県福山市曙町5丁目26-16-2に福山営業所を開設。
- 2017年（平成29年） - 「うさぎや福山南店」開店。

## 提供番組
- Re:SETO（OHK岡山放送）